# 다운힐 (1927년 영화)
다운힐(Downhill)은 영국에서 제작된 알프레드 히치콕 감독의 1927년 모험, 스릴러, 드라마 영화이다. 아이버 노벨로 등이 주연으로 출연하였고 마이클 발콘 등이 제작에 참여하였다.

## 출연

### 주연
- 아이버 노벨로
- 로빈 어빈

### 조연
- 이사벨 진즈
- 이안 헌터
- 노먼 맥키넬
- 아네트 벤슨
- 시벌 로다
- 릴리언 브레스웨이트
- 바이얼릿 페어브라더
- 벤 웹스터
- 해나 존스
- 제롤드 로버트쇼
- 바바라 고트
- 알프 고다드

## 제작진
- 각색: 엘리엇 스태너드
- 원작자: 콘스탄스 콜리어
- 원작자: 아이버 노벨로